# Issah Ahmed
Gabriel Issah Ahmed (* 24. Mai 1982 in Dawu) ist ein ghanaischer ehemaliger Fußballspieler.
Über die Dawu Youngsters und den Hauptstadtclub Great Olympics kam Issah 2003 zum Spitzenclub Asante Kotoko aus Kumasi. Dort wurde der Innenverteidiger Kapitän der Mannschaft und führte das Team 2004 ins afrikanische Confederation-Cup-Finale, das man erst im Elfmeterschießen gegen den ghanaischen Ligakonkurrenten Hearts of Oak verlor, gegen den auch das Meisterschaftsfinale verloren wurde. Dafür konnte 2005 die Premier League vor dem Dauerkonkurrenten gewonnen werden und mit der 20. Meisterschaft der Titel als ghanaischer Rekordmeister gefestigt werden. Issah Ahmed wurde in dieser Saison zum besten Spieler der Liga gewählt.
Dies erweckte das Interesse im Ausland, sodass er nach der Saison zum dänischen Zweitligisten Randers FC wechselte. Dem Verein gelang in diesem Jahr nicht nur der Sieg im Landespokal, er stieg auch in die erste Liga auf, wo er seitdem zum Einsatz kommt.
Seit seiner Erfolgssaison 2005 ist Ahmed auch Spieler der ghanaischen Nationalmannschaft. Am 5. Juni 2005 kam er zum ersten Mal zum Einsatz und spielte auch in den wichtigen Qualifikationsspielen zur Fußball-Weltmeisterschaft 2006 in Deutschland. Allerdings verschuldete er im Afrikanischen Nationenpokal durch ein Eigentor und einen Abwehrfehler das vorzeitige Ausscheiden, weshalb er in Ungnade fiel. Zwar stand er im WM-Aufgebot Ghanas, wurde aber nicht eingesetzt.
Titel / Erfolge
- Ghanaischer Meister 2003, 2005
- Ghanaischer Vize-Meister 2004
- Dänischer Pokalsieger 2006
- Aufstieg in die dänische Superliga 2006
- Bester Spieler der Saison 2005 in Ghana